# Bernard Shlesinger
Bernard Edward Shlesinger III (nacido el 17 de diciembre de 1960) es un prelado estadounidense de la Iglesia católica.  Fue nombrado obispo auxiliar de la Arquidiócesis de Atlanta en 2017.

## Biografía

### Primeros años
Shlesinger nació el 17 de diciembre de 1960 en Washington D. C.  Asistió a la escuela secundaria Mount Vernon en Alexandria, Virginia, y luego ingresó a Virginia Tech.  Después de recibir un Bachillerato en ingeniería agrícola en 1983, Shlesinger ingresó a la Fuerza Aérea de los Estados Unidos como oficial comisionado.  Como piloto, voló aviones de transporte aéreo Lockheed C-130E Hercules desde Pope Field en Fayetteville, Carolina del Norte.
En 1990, Shlesinger se retiró de la Fuerza Aérea con el rango de capitán y comenzó a estudiar para el sacerdocio. Primero estudió filosofía en la Universidad Católica de América, luego fue a Roma al Pontificio Colegio Norteamericano.  Shlesinger obtuvo un Bachillerato en Teología de la Pontificia Universidad Gregoriana y una Licenciatura en Sagrada Teología de la Pontificia Universidad de Santo Tomás de Aquino (Angelicum).

### Sacerdocio
El 22 de junio de 1996, Shlesinger fue ordenado sacerdote en Wilmington, Carolina del Norte, para la diócesis de Raleigh.  Después de su ordenación, fue asignado como vicario parroquial en la parroquia de St. Mary en Wilmington.  En 1998, Shlesinger fue nombrado párroco de la Parroquia de Nuestra Señora de Guadalupe en Newton Grove, Carolina del Norte, donde sirvió durante nueve años.  También se convirtió en 1999 en el subdirector de vocaciones, cargo que ocupó hasta 2002.
En 2007, Shlesinger fue nombrado director de vocaciones y formación de seminaristas de la diócesis.  Entre 2010 y 2012, también se desempeñó como administrador diocesano de la Parroquia María, Reina de las Américas en Mount Olive, Carolina del Norte, junto con otras dos misiones. Shlesinger ocupó el cargo de director hasta 2013, cuando fue nombrado director de formación espiritual en el Seminario St. Charles Borromeo en Filadelfia.

## Obispo auxiliar de Atlanta
El 15 de mayo de 2017, el Papa Francisco nombró a Shlesinger obispo auxiliar de la Arquidiócesis de Atlanta. Fue consagrado por el cardenal Wilton Gregory en la Catedral de Cristo Rey en Atlanta el 19 de julio de 2017.

## Escudo de armas
Basado en las armas de la diócesis de origen de Shlesinger en Raleigh, Carolina del Norte, al invertir el color para que sea rojo sobre plata (blanco), es una cruz de la fe que se compone de ocho diamantes (heráldicamente llamados "rombos"). Sobre estos rombos hay un escudo de oro (pequeño escudo dentro del escudo mayor) que está cargado con el simbolismo del Sagrado Corazón.  Abajo a la derecha, base siniestra, hay una “M” azul de la Virgen María, tomada del escudo de armas del Papa Juan Pablo II.
Para su lema episcopal, Shlesinger ha adoptado la frase latina “ Christum oportet crescere ”, de Juan 3:30.